# 1854

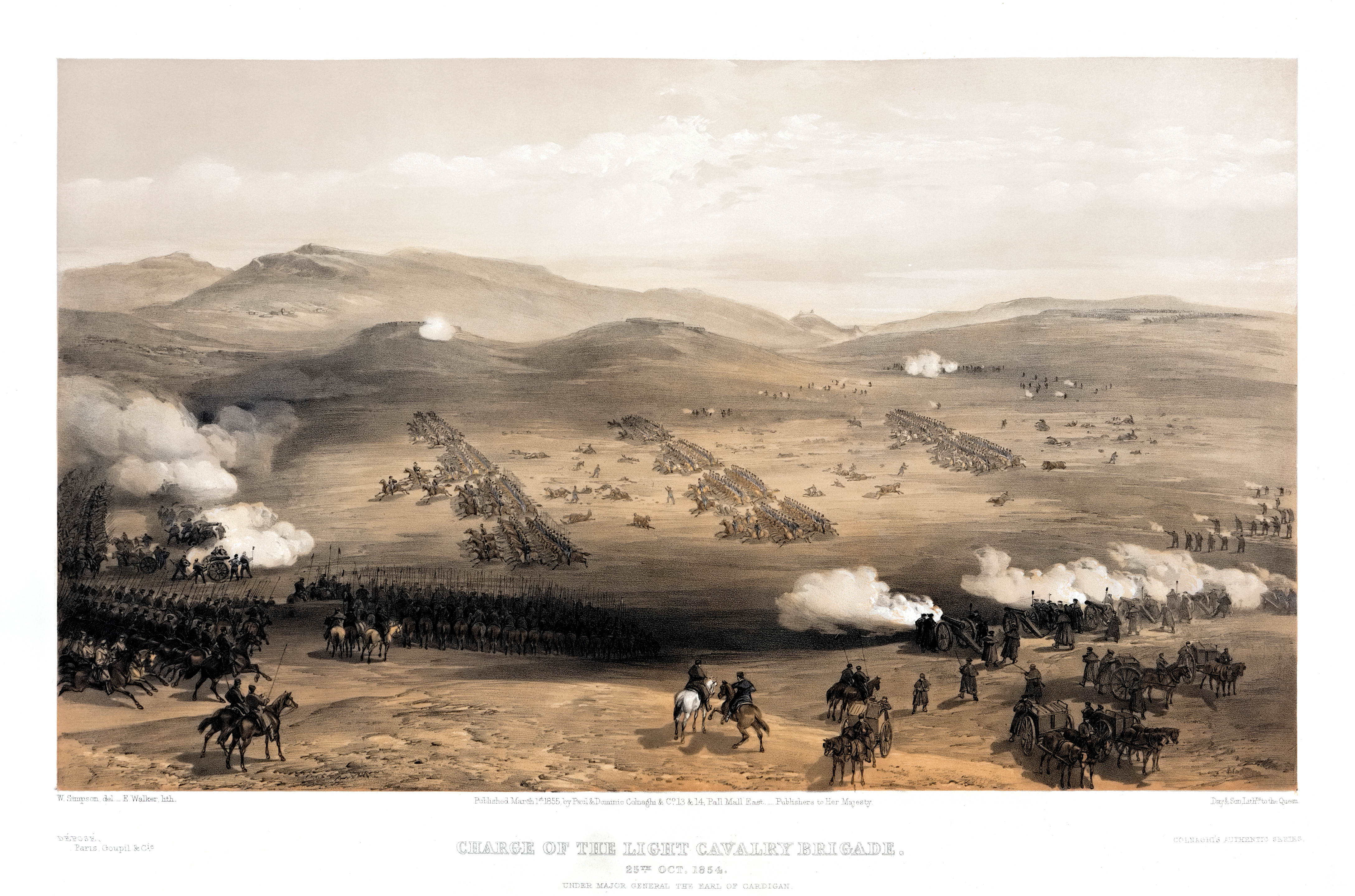
Slag bij Balaklava op 25 oktober 1854 in de Krimoorlog. De charge van de Lichte Brigade in de richting van de Russische kanonnen.

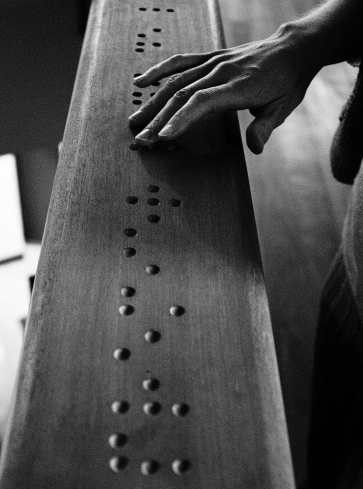
Braille

Het jaar 1854 is het 54e jaar in de 19e eeuw volgens de christelijke jaartelling.

## Gebeurtenissen
januari
- 04  - De gecombineerde vloot van Engeland en Frankrijk voer de Zwarte Zee binnen.
- 30 - Het Bureau des longitudes krijgt opdracht van de Franse regering onderzoek te doen naar standaardisatie van de tijd.
- 31 - Het Nederlandse KNMI wordt opgericht.

februari
- 23 - Bij het Contract van Bloemfontein erkennen de Engelsen de onafhankelijkheid van Oranje Vrijstaat.
- 28 - In Rippon (Wisconsin) wordt de Republikeinse Partij van de Verenigde Staten opgericht. Doel is om uitbreiding van de slavernij te voorkomen.

maart
- 1 - In Mexico begint de revolutie van Ayutla, een liberale opstand tegen de dictatuur van Antonio López de Santa Anna.
- 13 - Alkmaar gaat over op gaslicht.
- 27 - Engeland en Frankrijk verklaren Rusland de oorlog (Krimoorlog).
- 27 - Hertog Karel III van Parma wordt vermoord.
- 31 - De Amerikaanse admiraal Perry, die met de Amerikaanse vloot naar Japan is gevaren, tekent het Kanagawa-verdrag met de shogun om de havens van Shimoda en Hakodate open te stellen voor Amerikaanse schepen. Einde van ruim twee eeuwen isolatie van Japan.

april
- 24 - In Wenen vindt het huwelijk plaats tussen de keizer Frans Jozef I van Oostenrijk en de Beierse prinses Elisabeth, later bekend onder de naam Sisi.

mei
- 21 - Oprichting van de Félibrige, een vereniging van schrijvers en dichters met als doel de bevordering van de Provençaalse taal en culturele identiteit.
- Franse en Britse troepen rukken op naar Varna.
- 27 - Eerstesteenlegging van de O.L.V.kerk van Laken door koning Leopold I.
- 30 - Het Amerikaanse Congres neemt de Kansas-Nebraska Act aan, die beide territoria in staat stelt om zelf te beslissen over de slavernij in hun gebied.

juni
- 26 - Officiële opening van de spoorlijnen Roosendaal-Antwerpen en Roosendaal- Etten Vosschendaalsestraat door de Anvers-Rotterdam. De exploitatie van Roosendaal-Antwerpen begint op 3 juli en die van Roosendaal-Etten Vosschendaalsestraat op 20 juli.

juli
- 3 - In Melbourne wordt de eerste steen gelegd door gouverneur van Victoria Sir Charles Hotham voor de nieuwe Staatsbibliotheek van Victoria en de Universiteit van Melbourne.
- 9 - In Franeker wordt voor het eerst de kaatswedstrijd PC gehouden.
- 10 - Door het gebruik van ondeugdelijk materiaal stort een stuk van de Rotterdamse Boompjeskade in. Dit incident leidt tot het ontslag van stadsbouwmeester Willem Nicolaas Rose.
- 13 - In Caïro wordt de Wāli Abbas I Hilni vermoord.
- 17 - Ingebruikname van de Semmeringspoorlijn door de Oostenrijkse Alpen, de eerste spoorlijn die over een bergketen loopt.

augustus
- 26 - In het tijdschrift L'Illustration beschrijft de Fransman Charles Bourseul het basisprincipe van de telefoon.

september
- 8 - Op voorstel van de wetenschapper John Snow haalt het gemeentebestuur van de Londense wijk Soho de zwengel van de drinkwaterpomp in Broad Street, waarna de cholera-epidemie tot een eind komt.
- 14 - Franse en Britse troepen landen op de Krim ten noorden van Sebastopol.
- 20 - Slag bij Alma. De Frans-Britse legermacht verslaat het Russische leger.
- 27 - De Amerikaanse oceaanstomer SS Arctic zinkt in dichte mist nabij Kaap Race na een aanvaring met een Franse stoomboot. Daarbij verliezen 322 van de 368 mensen aan boord het leven.

oktober
- 9 - Begin van het beleg van Sebastopol door Britse en Franse troepen. Sebastopol wordt verdedigd door Russische troepen onder generaal Totleben.
- 13 - In de Amerikaanse staat Texas wordt een constitutie van kracht.
- 25 - Slag bij Balaklava met de bekende Charge van de Lichte Brigade.

november
- 4 - Florence Nightingale arriveert met 38 verpleegsters in Turkije om er de zorg op zich te nemen voor Britse gewonden in de Krimoorlog.
- 15 november - Slag bij Inkeman.
- 30 - De nieuwe onderkoning van Egypte, Said Pasja, verleent de diplomaat Ferdinand de Lesseps een concessie voor het graven van een kanaal tussen de Middellandse Zee en de Rode Zee.

december
- 6 - Opening van de Theologische school in Kampen, de predikantsopleiding van de Afgescheidenen Uit de Nederlands-Hervormde Kerk, die daarmee weer worden bijeengebracht uit hun onderlinge onenigheden.
- 8 - Paus Pius IX verklaart de Onbevlekte Ontvangenis van de Heilige Maagd Maria tot dogma.
- 13 - In de haven van Batavia legt het stoomschip Gedah aan met aan boord de eerste kinaplanten uit Zuid-Amerika. Het gouvernement wil er kinine uit winnen voor de bestrijding van malaria.

zonder datum
- In Nederland wordt het eerste congres over het armenwezen gehouden. Minister Van Reenen komt met een Armenwet. Burgerlijke Armbesturen mogen onderstand verlenen als nergens anders hulp te krijgen is, en dan nog hooguit het hoogst noodzakelijke.
- Tussen de Verenigde Staten en Canada wordt een handelsovereenkomst gesloten: de "Reciprocity Treaty".
- Het traject Antwerpen-Roosendaal-Etten heeft een spoorweg gekregen, de eerste in Noord-Brabant.
- De Duitse bioloog Christiaan Gottlieb Ehrenberg toont aan, dat sommige aardlagen zijn gevormd uit verkalkte schelpen.
- Heinrich Göbel vindt de gloeilamp uit.
- Het Parijse Nationaal Instituut voor Blinde kinderen erkent het brailleschrift officieel als volwaardige lees- en schrijfmethode voor blinden.

## Muziek
- Johannes Brahms componeert zijn vier ballades voor piano, Opus 10
- Jacques Offenbach componeert de opéra-comique Luc et Lucette
- 20 maart: eerste uitvoering van ballet Et folkesagn met muziek van Niels Gade en Johan Peter Emilius Hartmann
- 30 maart: eerste uitvoering van Elverskud van Niels Gade

## Beeldende kunst

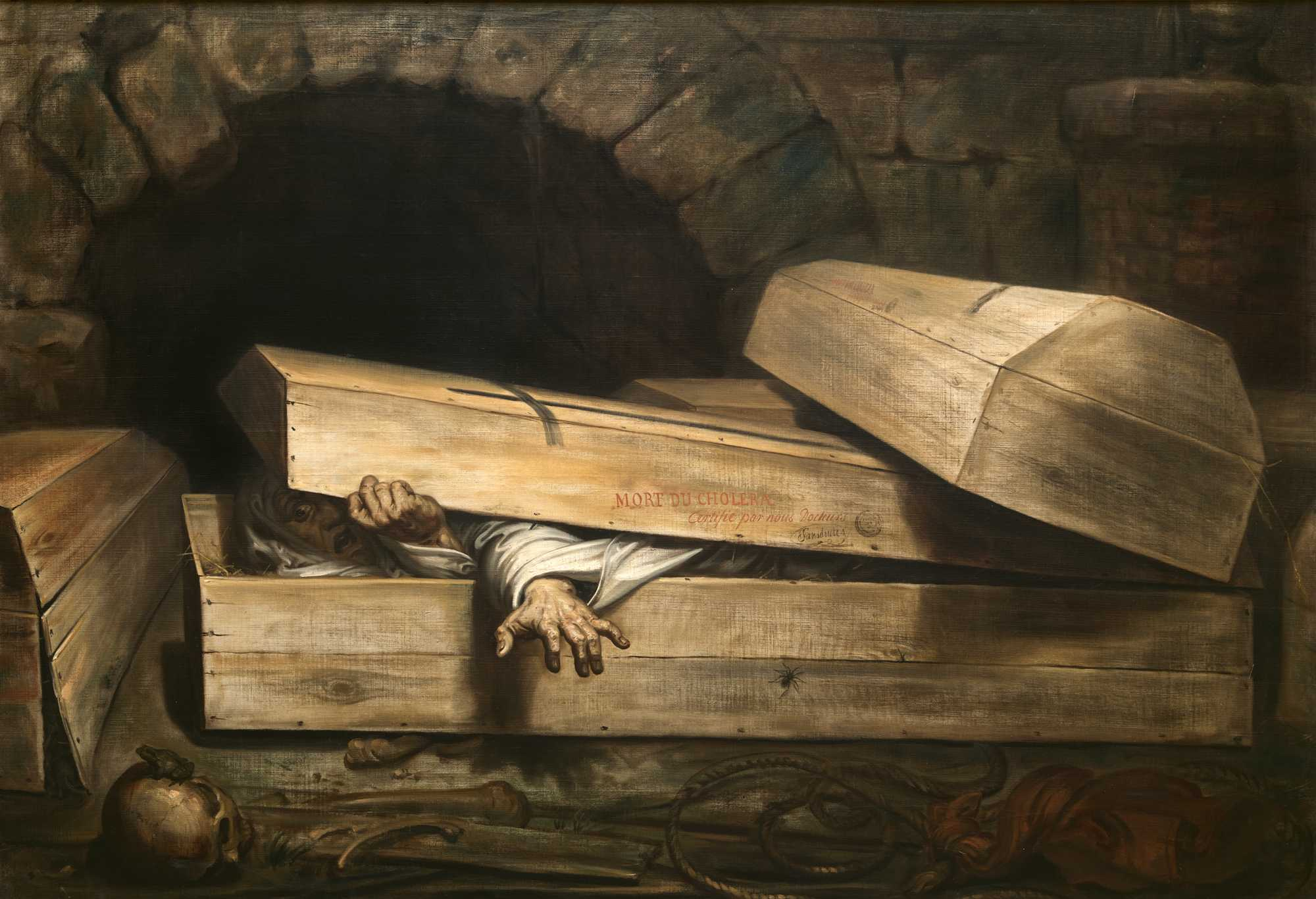
De overhaaste begrafenis (1854) Antoine Wiertz
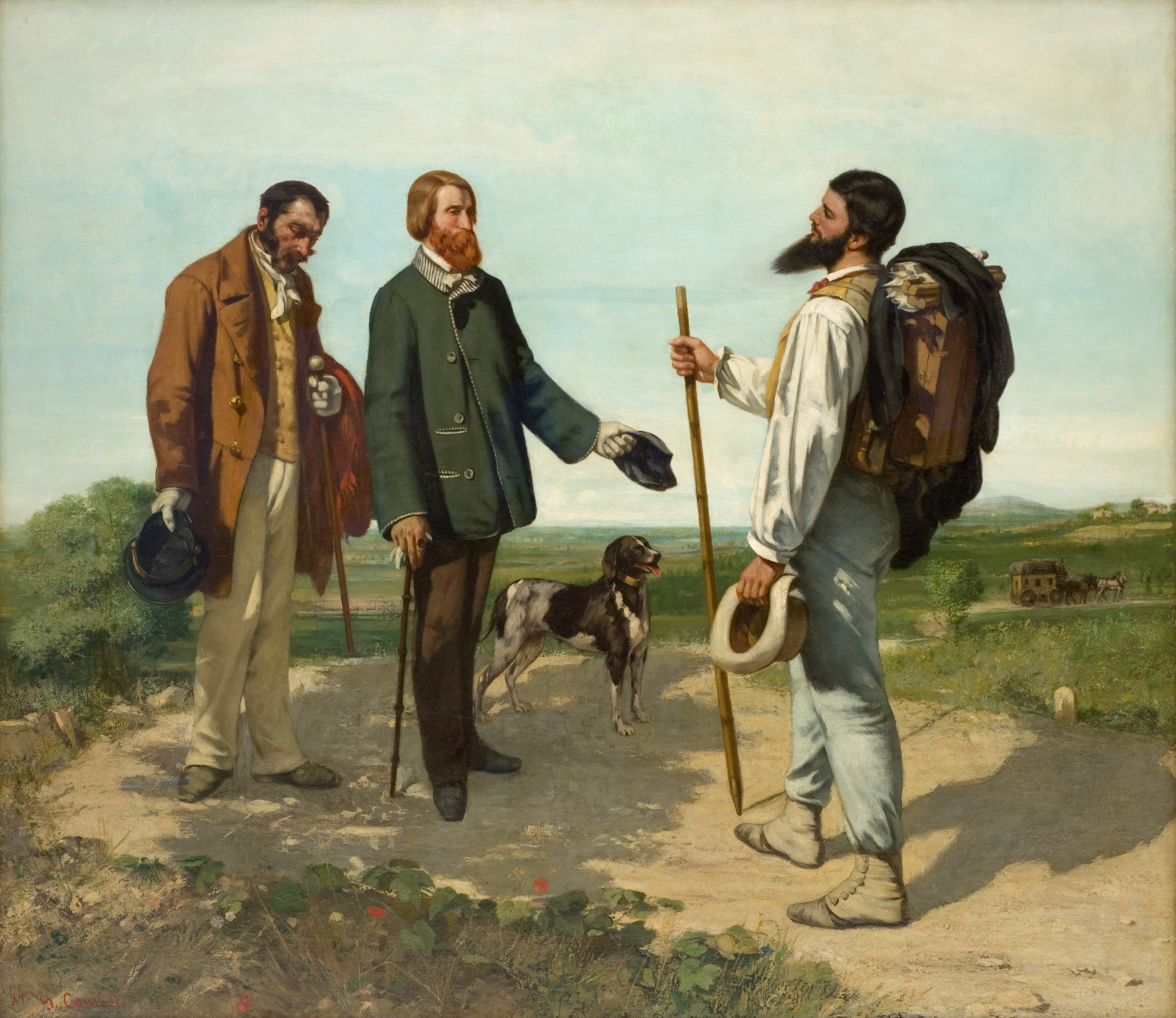
Bonjour Monsieur Courbet (1854) Gustave Courbet

## Bouwkunst

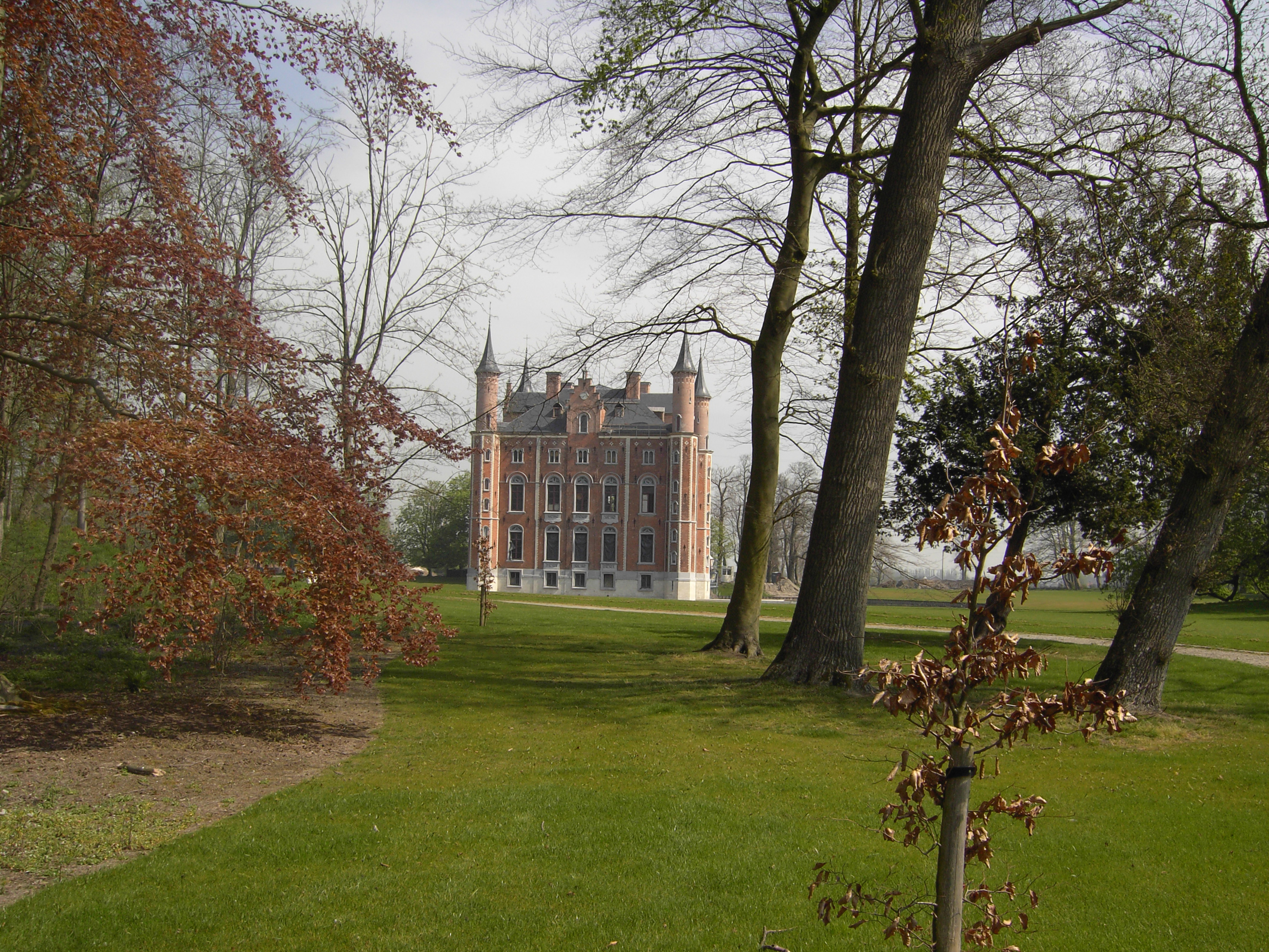
Kasteel van Olsene, België (1854)

## Geboren
januari
- 1 - James George Frazer, Schots antropoloog (overleden 1941)
- 9 - Armand De Riemaecker, Belgisch politicus (overleden 1929)
- 17 - Hendrik Crommelin, Nederlands burgemeester (overleden 1911)

februari
- 2 - José Guadalupe Posada, Mexicaans illustrator (overleden 1913)
- 4 - Franz Courtens, Belgisch kunstschilder (overleden 1943)
- 9 - Aletta Jacobs, Nederlands arts en feministe (overleden 1929)
- 28 - Elisabeth van Saksen-Weimar-Eisenach, Duits vorstin (overleden 1908)

maart
- 3 - Juliusz Zarębski, Pools-Oekraïens componist en pianist (overleden 1885)
- 4 - Napier Shaw, Brits meteoroloog (overleden 1945)
- 5 - Ruth Belville, Brits ondernemer (overleden 1943)
- 13 - Ernst Witkamp, Nederlands kunstschilder (overleden 1897)
- 14 - Paul Ehrlich, Duits chemicus en medicus (overleden 1915)
- 15 - Emil Adolf von Behring, Duits geneeskundige (overleden 1917)
- 24 - Henry Lefroy, 11e premier van West-Australië (overleden 1930)

april
- 28 - Hertha Ayrton, Brits natuurkundige, wiskundige en elektrotechnisch onderzoekster (overleden 1923)
- 29 - Henri Poincaré, Frans wiskundige (overleden 1912)

mei
- 18 - Bernard Zweers, Nederlands componist (overleden 1924)
- 31 - Frederike van Uildriks, Nederlandse lerares en schrijfster (overleden 1919)

juni
- 9 - Gerard Bolland, Nederlands taalkundige en filosoof (overleden 1922)

juli
- 19 - Hjalmar Mellin, Fins wiskundige (overleden 1933)
- 24 - Antonio Jayme, Filipijns jurist en politicus (overleden 1937)

augustus
- 15 - Laurits Andersen Ring, Deens kunstschilder (overleden 1933)
- 22 - Milan Obrenović, Servisch koning (overleden 1901)

september
- 3 - Willem van Rossum, Nederlands kardinaal (overleden 1932)
- 6 - Georges Picquart, Frans legerofficier en oorlogsminister (overleden 1914)
- 9 - Anton Dreesmann, Nederlands ondernemer (overleden 1934)
- 11 - Peter Hille, Duits naturalistisch schrijver (overleden 1904)
- 11 - Hippolyte Petitjean, Frans kunstschilder (overleden 1929)
- 16 - Alfred von Montenuovo, Oostenrijks-Hongaars hoffunctionaris (overleden 1927)
- 23 - Cornelis Lely, Nederlands waterbouwkundige en minister (overleden 1929)

oktober
- 7 - Christiaan de Wet, Zuid-Afrikaans Boerengeneraal (overleden 1922)
- 16 - Karl Kautsky, sociaaldemocratisch voorman (overleden 1938)
- 16 - Oscar Wilde, Iers/Brits schrijver, dichter en estheet (overleden 1900)
- 20 - Arthur Rimbaud, Frans dichter (overleden 1891)
- 26 - August Kiehl, Nederlands acteur, regisseur en toneelschrijver (overleden 1938)
- 26 - Gerardus Louis Cornelis van Rossen Hoogendijk, Nederlands burgemeester (overleden 1908)

november
- 5 - Paul Sabatier, Frans scheikundige en Nobelprijswinnaar (overleden 1941)
- 7 - Michaël Febres Cordero, Ecuadoraans broeder en heilige (overleden 1910)
- 21 - Giacomo della Chiesa, de latere paus Benedictus XV (overleden 1922)

december
- 13 - Herman Bavinck, Nederlands predikant, theoloog en politicus (overleden 1921)
- 31 - Charles Adriaan van Ophuijsen, taalkundige (overleden 1917)

datum onbekend
- Flying Hawk, Lakota krijger, historicus, filosoof en onderwijzer (geboren in maart) (overleden 1931)
- Mary Gertrude Johnson, Sabaanse docente, introduceerde Saba-kant op het eiland (overleden 1939)

## Overleden
februari
- 2 - Walter Deverell (26), Engels kunstschilder
- 28 - Zoë de Gamond (48), Belgisch pedagoge en feministe

april
- 11 - Carl von Basedow (55), Duits arts
- 24 - Rossetti (71), Italiaans-Engels dichter en geleerde

mei
- 12 - Johan Willem Huyssen van Kattendijke (71), Nederlands politicus

juli
- 6 - Georg Ohm (65), Duits natuurkundige

oktober
- 26 - Theresia van Saksen-Hildburghausen (62), koningin van Beieren, echtgenote van Lodewijk I van Beieren

november
- 12 - Charles Kemble (78), Brits toneelspeler